# Vamp (folyóirat)
A lapot 1995-ben alapította Apostolos Radis Görögországban, és egy felnőtteknek szánt erotikus-pornográf jellegű lap. Időközben Európa-szerte megjelentek nemzeti kiadásai is.

## Tartalom
Európa-szerte havonta megjelenő magazin, egy aránylag rendhagyó új stílussal, valahol a  Penthouse és a Hustler között. Leginkább a 18-26 éves fiatalok keresik, férfiak és nők egyaránt. A Vamp magazin, akárcsak a Hustler, keményen bírálja a politikát, górcső alá veszi a  gazdasági, külpolitikai és belpolitikai bakikat.
De érdekes cikkeket tartalmaz a világ hírességeiről, híres merényleteiről is. Egy lap, amely ötvözi tartalmában az erotikát, pornográfiát, történelmet, földrajzot és az általános információkat. Minden hónapban megjelenik a 3 különleges fotósorozat: a CelebVamp (egy híresség aktfotósorozata), az Amateurpussycat (egy amatőr aktfotósorozata) és a Vampsexkitten (egy fotómodell aktfotósorozata).
A CelebVamp fotósorozat a Vamp magazin egyik fotósorozata, melyben hírességek fotói kerülnek „közszemlére”. Magyar hírességként eddig  Pirner Alma jelent meg benne.